# ريتشارد إيبكار
ريتشارد إيبكار (بالإنجليزية: Richard Epcar)‏ مواليد 29 أبريل 1955 في دنفر، الولايات المتحدة، هو ممثل ومخرج أمريكي بدأ مسيرته الفنية سنة 1980.

## الأعمال

### أفلام
- خاتم الأنبياء
- الفيل الأزرق
- غوست إن ذا شيل
- ساكاساما نو باتيما
- نهوض كوكب القردة
- الميت الذي يمشي

### ألعاب فيديو
- كينغدوم هارتس II
- مورتال كومبات: فيرسز دي سي يونيفرس
- ديد أور ألايف ديمنشنز
- اسبك أوبس: ذا لاين
- كينغدوم هارتس 3D: دريم دروب ديستنس
- فاير إمبلم أوايكنينج
- ناروتو شيبودن: عاصفة النينجا النهائية 3
- ساينتس رو IV
- كينغدوم هارتس إتش دي 1.5 ريمكس
- سمايت
- كينغدوم هارتس إتش دي 2.5 ريمكس
- مورتال كومبات إكس
- ستريت فايتر V
- كينغدوم هارتس إتش دي 2.8 فاينل شابتر برولوغ
- إنجاستس 2
- ناين آورز، ناين بيرسونز، ناين دورز
- إنجاستس: غودز أمونغ أص
- وورلد أوف ووركرافت

## وصلات خارجية
- ريتشارد إيبكار على موقع IMDb (الإنجليزية)
- ريتشارد إيبكار على موقع قاعدة بيانات الفيلم (الإنجليزية)
- ريتشارد إيبكار على موقع كينوبويسك (الروسية)
- ريتشارد إيبكار على موقع ANN person (الإنجليزية)
- الموقع الرسمي